# Wayne City (Illinois)
Wayne City est un village situé au sud-ouest du comté de Wayne dans l'Illinois, aux États-Unis,. Il est incorporé le 22 septembre 1885.

## Démographie
Lors du recensement de 2010, le village comptait une population de 1 032 habitants. Elle est estimée, en 2016, à 1 013 habitants.

### Source de la traduction
- (en) Cet article est partiellement ou en totalité issu de l’article de Wikipédia en anglais intitulé « Wayne City, Illinois » (voir la liste des auteurs).